# Graham Ross (Physiker)
Graham Garland Ross (* 1944; † 31. Oktober 2021) war ein britischer theoretischer Physiker, der sich mit Elementarteilchenphysik beschäftigte.

## Leben
Graham Ross studierte an der University of Aberdeen mit dem Bachelor-Abschluss 1966, wurde 1969 an der University of Durham promoviert und war dann von 1981 bis 1983 als Rutherford Atlas Research Fellow am Pembroke College der University of Oxford, an der er seit 1978 ist. Er ist seit 1983 Fellow des Wadham College in Oxford, wurde im selben Jahr Lecturer, wurde 1990 Reader und SERC Senior Research Fellow und ist seit 1992 Professor für theoretische Physik an der Universität Oxford und dort am Rudolf Peierls Center of Theoretical Physics. Er war mehrfach Wissenschaftler am CERN. Er war auch Gastwissenschaftler am Caltech.
Ross ist bekannt für detaillierte Untersuchungen (Unified Model Building) zum Standardmodell und darüberhinausgehenden Theorien der Elementarteilchen (GUTs, Supersymmetrie, auf Stringtheorien basierenden Modellen) mit dem vorrangigen Ziel, experimentell überprüfbare Ergebnisse zu erhalten, zum Beispiel bei Protonzerfall, Streuung polarisierter Leptonen, dem Weinbergwinkel und inflationärer Kosmologie. Ross entdeckte, dass die elektroschwache Symmetrie in supersymmetrischen GUTs  durch Quanteneffekte gebrochen sein kann, und war ein Pionier darin, das in Modellen zu implementieren.
Mit Mary Gaillard und John Ellis sagte er 1977 (damals am CERN)  3-Jet-Ereignisse in der QCD  bei Elektron-Positron-Vernichtung voraus, was auch dem Nachweis des Gluons diente. Von ihm stammen auch Beiträge zur störungstheoretischen QCD.
2012 erhielt er die Dirac-Medaille. Er ist seit 1991 Fellow der Royal Society.

## Schriften
- Grand unified theories, Benjamin Cummings (Frontiers in Physics) 1985, CRC Press 2003